# ココ・クレーター・ボタニカル・ガーデン

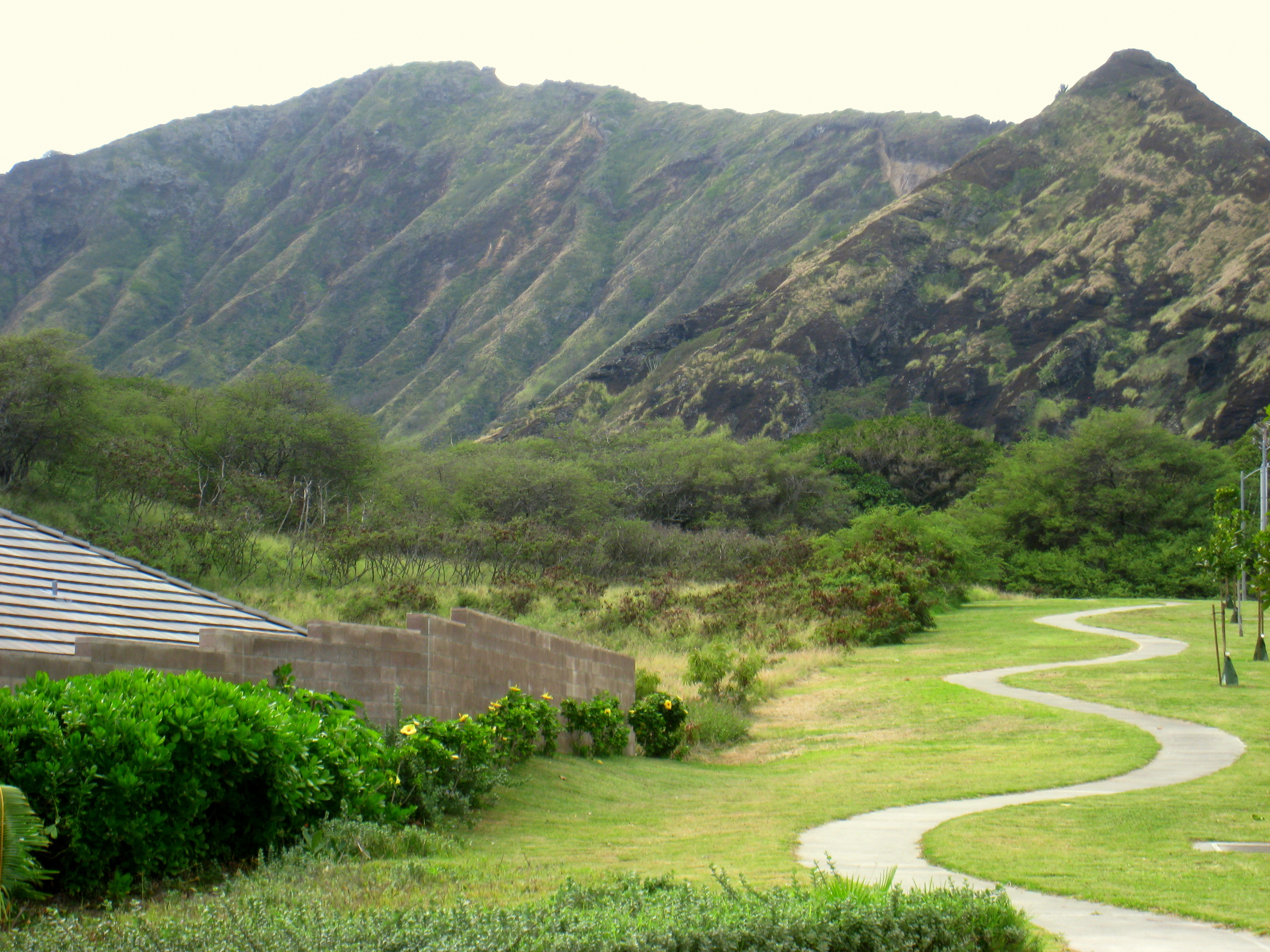
ココ・クレーター・ボタニカル・ガーデン

ココ・クレーター・ボタニカル・ガーデン（英語: Koko Crater Botanical Garden）は、ハワイのオアフ島東端のココ・クレーター内に立地する植物園。
1958年、火口のクレーターを植物園として使用されることが決められた。いつ完成したかについては記載できない。公式サイト（2013年版）によれば、いまだ建設途上であるとしているためである。
敷地は約200エーカーで、一周約1時間半の無料トレイルコースが整備されている。ちなみにクレーターの標高は368メートル、長径2キロメートルで、オアフ島東南部に同時期に形成された火口群のうちで最大の火山砕屑丘である。
園内の植物はハワイ固有種だけでなく、アフリカ大陸とマダガスカルのものも見られる。